# Ondřej Malý (novinář)
Ondřej Malý (* 13. července 1979 Praha) je český novinář a státní úředník, od února do listopadu 2018 náměstek ministra průmyslu a obchodu ČR, v letech 2017 až 2018 koordinátor digitální agendy ČR a v letech 2012 až 2017 člen Rady Českého telekomunikačního úřadu.

## Život
V letech 1993 až 1997 vystudoval 1. Soukromou obchodní akademii, následně pak Fakultu sociálních věd Univerzity Karlovy v Praze – bakalářský obor žurnalistika / rozhlasová žurnalistika (získal titul Bc., promoval v roce 2003) a magisterský obor americká studia (získal titul Mgr., promoval v roce 2008).
Pracovní kariéru začínal mezi lety 1999 a 2006 jako nezávislý profesionál (freelancer) v oboru recenze počítačových her a média. Potom se stal redaktorem se specializací na IT a telekomunikace, v letech 2007 až 2010 působil v Lidových novinách a později v letech 2010 až 2012 v Hospodářských novinách.
V polovině března 2012 jej Vláda Petra Nečase jmenovala členem Rady Českého telekomunikačního úřadu. Mandát vykonával pět let a skončil tak až v polovině března 2017.
Po rezignaci Tomáše Prouzy na post koordinátora digitální agendy ČR jmenovala na tuto pozici vláda Bohuslava Sobotky na začátku dubna 2017 právě Ondřeje Malého. Od února 2018 se stal náměstkem ministra průmyslu a obchodu ČR pro internetizaci. V listopadu 2018 jej však nová ministryně průmyslu a obchodu ČR Marta Nováková z funkce odvolala.
Ondřej Malý mluví anglicky, francouzsky a španělsky.